# 温州一家人
《温州一家人》是2012年11月10日中国中央电视台综合频道播出的一部以中国改革开放时期为背景的电视剧，通过温州一户普通人家的草根创业史，描述了改革开放30年来的时代变迁。系编剧高满堂“工商农三部曲”第二部。2019年1月14日起，年代MUCH台每週一至週五晚間八點、壹電視綜合台每週一至週五晚間九點播出。

## 剧情概述
1980年代初，温州瑞安古树村的周万顺还只是与妻子和一双儿女相依为命的穷苦农民。温州创业潮兴起时，大胆的他毅然作出了一个惊人的决定：让13岁的女儿跟随表舅去意大利上学，自己则把老房子卖掉，带着妻子赵银花和16岁的儿子背井离乡来到温州。由此，一家四口人的命运被彻底改写。

## 相关
- 為了真实还原溫州商人的创业传奇，本剧自于2011年9月28日开机后辗转中法意俄四国，以及十五大取景地。[1]

## 演員介紹
- 李立群 飾演 周萬順。
- 遲蓬 飾演 趙銀花 （周萬順的妻子）
- 戴佳佳 飾演 小時候的周阿雨
- 殷桃 飾演 長大的周阿雨。(一個在歐洲奮鬥成功的女孩）
- 陳松 飾演 小時候的周國聰（麥狗）。
- 張譯 飾演 長大的周國聰（麥狗）。
- 張佳寧 飾演 穆禾禾 (麥狗的妻子)。

## 收視
由CSM媒介研究数据参考而来，收视率包括全天收视指数和市场(收视)份额参数。
| 平台     | 平均收视率 | 平均收视份额 |
| 浙江卫视 | 0.712      | ------       |

## 奖项
第29届中国电视剧飞天奖长篇电视剧一等奖。

## 電視劇歌曲
| 曲序 | 曲目     | 演唱 |
| ---- | -------- | ---- |
| 1.   | 《对鸟》 | 刘可 |

## 脚注
1. ↑  .   [2012-11-10]. （原始内容存档于2019-05-03）.
2. ↑  . 东方网.   [2013年8月21日]. （原始内容存档于2013年12月19日） （中文（中国大陆））.

## 节目变迁
| 中国 中央电视台综合频道 黃金劇場 每日20:00－22:00二集连播 | 中国 中央电视台综合频道 黃金劇場 每日20:00－22:00二集连播 | 中国 中央电视台综合频道 黃金劇場 每日20:00－22:00二集连播 |
| --------------------------------------------------------- | --------------------------------------------------------- | --------------------------------------------------------- |
|                                                           | 温州一家人 (2012.11.10 - 2012.11.28)                      |                                                           |
| 焦裕禄 (2012.10.21 - 2012.11.9)                           | 火蓝刀锋 (2012.11.28 - 2012.12.17)                        |                                                           |